# Lidia Sánchez Alias
Lidia Sánchez Alias (Castellón de la Plana, 26 de abril de 1974) es una exjugadora de balonmano española que jugaba de central en la Selección Española.

## Trayectoria
Criada en las escuelas del Mades de Onda (club fusionado posteriormente con el Amadeo Tortajada, Cementos la Unión, Ribaroja,...), fue una central que destacó por su colocación y su capacidad de hacer jugar a sus compañeras.  
Al balonmano llegó con 14 años, en el Castellón y, un año después, se mudó al Amadeo Tortajada de Mislata, dónde jugó al inicio de los 90. Con el conjunto mislateño y bajo el patrocinio de la Constructora Estellés, hizo su primera aparición en competiciones europeas. Además, su desempeño le abrió las puertas de la selección nacional juvenil sin haber cumplido siquiera los 18 años. 
En 1994 fue llamada para el desaparecido JD. Arrate de Jorge Dueñas en el que permaneció dos temporadas para recalar, en la temporada 1996/97, en el Elda Prestigio dónde consiguió parte de su palmarés y el histórico primer triunfo eldense en la competición nacional.
Tras su periplo con el Elda Prestigio, donde ganó también una EHF Cup, con el Ferrobus Mislata consiguió otras tres Copas de la Reina (2003, 2004 y 2006) para completar los cuatro entorchados que ostenta su palmarés, llegando incluso a cuartos de final en la Recopa de la temporada 2003/04. 
Internacional con España hasta en 77 ocasiones, compitió en el Campeonato de Europa celebrado en Holanda en 1998 y el de Dinamarca en 2002, además del Campeonato del Mundo de Croacia en 2003 en el que se consiguió un 5.º puesto histórico hasta la fecha. Debutó con el combinado nacional el 29 de junio de 1994 ante la selección de Hungría y su último partido fue en el Campeonato del Mundo de 2003 ante la selección de Korea, el 11 de diciembre de 2003.
Su espina más grande fue la no convocatoria por José Francisco Aldeguer entre las 15 jugadoras que disputaron los Juegos Olímpicos de Atenas en el 2004. En el Mundial de ese mismo año, en el que se ganó el pasaporte para los Juegos gracias a su quinta posición, la jugadora se lesionó en la muñeca. Una posterior lesión en la rodilla le hizo ser descartada definitivamente. En 2004 volvió a sufrir otra lesión en la rodilla, esta vez en la derecha. La rotura parcial de ligamentos en su rodilla derecha, aunque no le hizo pasar por el quirófano, sí que la tuvo varias semanas fuera de los terrenos de juego.
Tras tres operaciones de rodilla se retiró en 2006 con un doblete en el Cementos la Unión-Ribarroja, el título de Liga y de Copa.

### Clubes
- 1989-94: Ferrobús Mislata
- 1994-96: J.D. Arrate
- 1996-03: Elda Prestigio
- 2003-06: Ferrobus Mislata

## Títulos y galardones
- 1 x EHF Cup (1999 /00)
- 3 x Liga ABF (1998/99, 2002/03, 2005/06)[12]
- 4 x Copa de la Reina (2002, 2003, 2004, 2006)
- 2 x Supercopa de España (2003, 2006)
- 1998-99: Subcampeona de la Recopa de Europa
- 1999-00: Subcampeona de la Champions Trophy